# 門田幸子
門田幸子（日语：／ Monden Yukiko，1983年7月24日—），日本女性配音員。ARTSVISION所屬。出身於兵庫縣。前聲優組合G.G.F的成員。身高163cm。AB型血。

## 來歷
日本播音演技研究所畢業。曾隸屬於劇團寶塚音樂學院和向日葵劇團。
在《G.G.F》中飾演藍、刻瑞斯首次亮相。2004年9月20日，在「G.G.F.學園祭」上從G.G.F畢業。此後，她加入了現在的ARTSVISION。
她於2013年12月18日與圈外男性登記結婚，並於2014年12月18日舉行婚禮。在Twitter上宣布自己於2017年10月1日生下一子。

## 人物
她也活躍於與又吉愛組成的聲優組合「Happy☆Lover」。
擅長方言：關西方言。
興趣、特長：DVD觀賞、聲樂、舞蹈、狂言。

## 演出
粗體字表示主要角色。

### 電視動畫
2003年
- 鈴鐺貓娘Nyo（小孩B）

2004年
- 銀河天使（小孩C、記者）

2006年
- 童話槍手小紅帽（村民）
- 銀河天使II（日语：ギャラクシーエンジェる～ん）（廣播B、母親、銀行員、主婦B、少女 等）
- 校園迷糊大王 二學期（女孩子B）
- 我的裘可妹妹（辣妹B）
- 火影忍者（學院學生）

2007年
- CLANNAD（學生）
- GO！純情水泳社！（吉澤彌真奈、四宮社員A）
- 戀之天使安琪莉可 ～前往光輝的明日～（日语：恋する天使アンジェリーク）（小孩）
- 鬼面騎士 THE SKULLMAN（小孩）
- 英雄時代（萊納）

2008年
- SKIP BEAT！華麗的挑戰（化妝師、夕樹、太妹、直、美森的經理 等）
- 隱王（風魔忍、護理人員、記者）
- 野良耳2（日语：のらみみ）（佳枝的母親）
- 記憶女神的女兒們（女性）
- 藥師寺涼子怪奇事件簿（女性、操作員）

2009年
- 銀魂（看門人A）
- 香格里拉（義弘的母親）
- 真魔神 衝擊！Z篇 on television（蘿莉）
- 東京地震8.0（志工）
- 東之伊甸（機場販售員）

2010年
- 玩伴貓耳娘（傑克、女僕兵）

2011年
- 如果杜拉（陳花江）

2012年
- 在蒼色世界的空間（科里斯＝拉美西斯）

### OVA
- 男男最遊記（日语：私立荒磯高等学校生徒会執行部）（2002年，小山）
- STRAIT JAKET（日语：ストレイト・ジャケット）（2007年，米內亞）
- AIKa ZERO（2009年，優衣）
- K-ON！輕音部（2009年，沙耶香）
- ×××HOLiC 春夢記（2009年，旅館女性A）

### 遊戲
- 魔法少女 未知的天空艾塔提亞（2005年，藍）
- 銀河天使II 無限回廊之鑰（日语：ギャラクシーエンジェルII）（2007年，操作員B、塞爾達使者）
- 花冠之淚 花冠的大地（日语：ティアーズ・トゥ・ティアラ 花冠の大地）（2012年，魅魔）
- 雷頓教授與最後的時間旅行（2012年，魅魔）
- 最終幻想XIII（2009年）
- 輪轉惡魔（日语：わグルま!）（2012年，魅魔）
- 百年戰記 Euro Historia（日语：百年戦記 ユーロ・ヒストリア）（2013年）
- 少女理論及其周邊 -Bon Voyage-（日语：乙女理論とその周辺 -Ecole de Paris-）（2016年，瓦萊莉亞·特連季耶夫娜·巴特斯卡婭[10]）
- 薩爾達傳說 曠野之息（2017年）
- 薩爾達傳說 王國之淚（2023年）

### 廣播劇CD
- 世界樹的迷宮3：絕海的優姬（日语：世界樹の迷宮III）（阿爾夏）

### 外語配音

#### 電影
- 八月迷情
- 無言之聲（莎拉）
- 亡魂島（英语：Island of Lost Souls (2007 film)）（奧利佛）
- 北海巨妖（小時候的雷·賴特）
- 權力風暴
- 我的藍莓夜
- 玉女神駒（唐納）
- 愛情無限譜（英语：Nick and Norah's Infinite Playlist）
- 小鎮怪客托馬斯（史多梅·盧埃林〈艾迪生·蒂姆林（英语：Addison Timlin）〉）
- 觸目驚鯊（英语：Red Water）（崔西亞）
- 密陽（蔡妍）
- Silent Voice（梅根）
- 吉他狂想曲
- 獵殺（英语：The Hunted (2003 film)） ※東京電視台版。
- 中天（英语：The Restless (2006 film)）
- 羅馬不思議
- 第3朵玫瑰（安妮塔）

#### 電視影集
- 新飛越比佛利
- 瑪波小姐探案3：本末倒置
- 家族風雲（安妮〈奧黛特·安納布爾〉）
- CSI犯罪現場：紐約 (第4季)
- 我家也有大明星（克里斯蒂 等）
- 實習醫生 (第5季)（貝卡）
- 愛卡莉
- 靈媒緝凶 (第4季)（克洛伊·韋伯）
- 囧女孩（英语：Mortified）
- 醫診情緣 (第2季)
- 超人首部曲
- 加油！桑妮（唐妮·哈特〈蒂芬妮·桑頓（英语：Tiffany Thornton）〉）
  - 鬧青春（唐妮·哈特〈蒂芬妮·桑頓〉）
- 命運觸控點
- 記憶神探（凱莉·拉蒂默）
- 偵探小天后（卡門）
- 少年魔法師（吉吉·霍林斯沃斯）

#### 動畫
- 小精靈谷大賽（英语：Pixie Hollow Games）

### 廣播劇
- VOMIC 閃爍的愛情（司）

### 旁白
- 旭建設
- 九十九里濱生態步行節2009
- 埼玉縣汽車流通協會
- 埼玉日產 夏季博覽會
- 破門 音頻指南
- （TOKYO MX，2012年1月2日—6月5日）
- 福爾圖娜之瞳 DVD副聲道指南

### 有聲書
- （2017年）
- （2019年）
- 哪啊哪啊神去村（2019年，飯田美紀）
- 凶人邸殺人事件（日语：兇人邸の殺人）（2023年，阿波根令實）

### 其它
- G.G.F（日语：ゲーマーズ・ガーディアン・フェアリーズ）（神戶三宮店守護妖精·藍、刻瑞斯）
- BROCCOLI THE LIVE II in 大宮SONIC CITY（作為G.G.F.參加）

## 外部連結
- 門田幸子｜ARTSVISION （日語）
- ，存于 （日語）—門田幸子的官方個人網站。
- ，存于 （日語）—門田幸子的官方個人部落格。
- 門田幸子的X（前Twitter） （日語）